# 无柱黑三棱
无柱黑三棱（学名：Sparganium hyperboreum）为黑三棱科黑三棱属下的一个种。

## 扩展阅读
- 維基物種上的相關：无柱黑三棱